# Kanzem
Kanzem is een plaats in de Duitse deelstaat Rijnland-Palts, en maakt deel uit van de Landkreis Trier-Saarburg.
Kanzem telt 626 inwoners en ligt aan de oever van de rivier de Saar.

## Bestuur
De plaats is een Ortsgemeinde en maakt deel uit van de Verbandsgemeinde Konz.